# 부드러운가시대서양가시쥐
부드러운가시대서양가시쥐(Trinomys dimidiatus)는 가시쥐과에 속하는 남아메리카 설치류이다. 브라질의 토착종이다.